# Siju
Siju is een bestuurslaag in het regentschap Banyuasin van de provincie Zuid-Sumatra, Indonesië. Siju telt 1724 inwoners (volkstelling 2010).